# ベネズエラの宗教

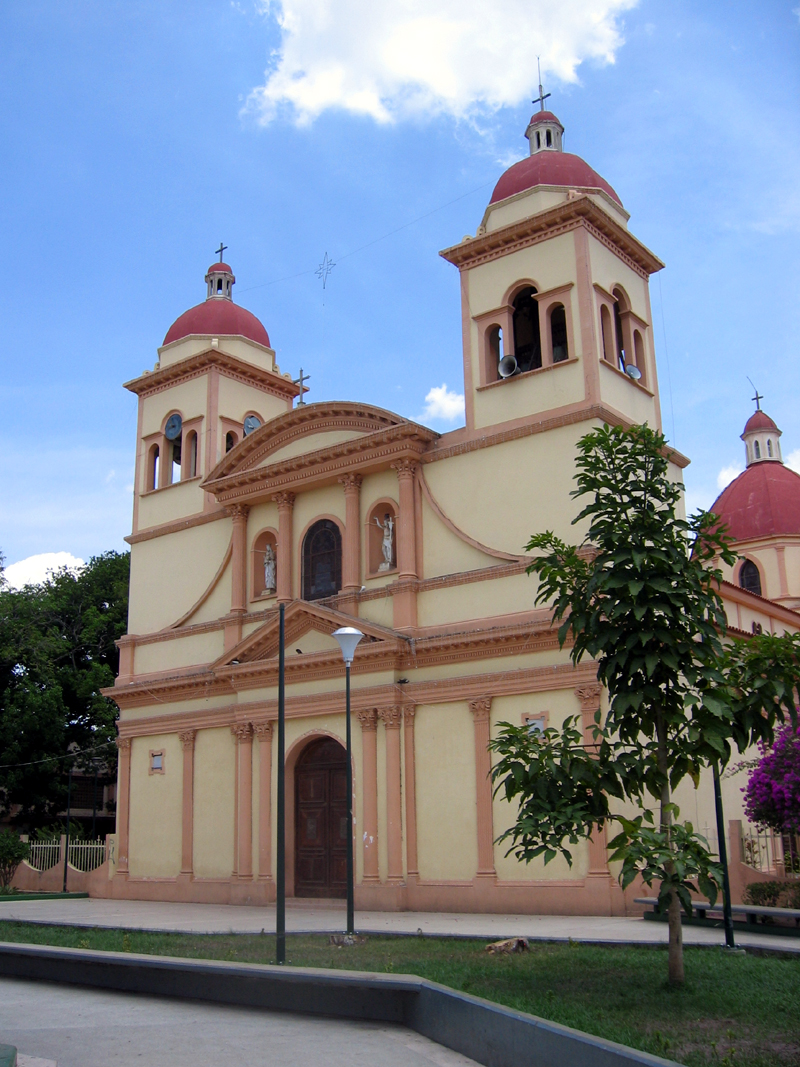
アンソアテギ州アラグア・デ・バルセロナのサン・フアン・バウティスタ教会

他の多くの南アメリカの国家と同様に、ベネズエラはカトリック教会が支配的な国家である。カトリック教会の影響力はスペインによる植民地化によってもたらされた。政府の推計によると、人口の92%が少なくとも名目上はカトリックであり、残りの8%はプロテスタント、その他の宗教、もしくは無神論者となっている。ベネズエラ福音会議は福音派プロテスタントが人口の10%を占めていると推計している。
小規模だが有力なムスリムとユダヤ教の共同体が存在する。100,000人以上のムスリムの共同体はヌエバ・エスパルタ州、プント・フィホ、カラカス地域に居住するレバノン系とシリア系の間に集中している。ユダヤ教の共同体は約13,000人の規模に達し、主にカラカスに集中している。
ベネズエラは顕著に習合した宗教的伝統によって特筆され、特筆されるべきそれらはマリア・リオンサとホセ・グレゴリオ・エルナンデスという人物を中心に展開している。

## 脚註
1. 1 2 3 4 5  International Religious Freedom Report 2008: Venezuela. U.S. Department of State (2008).  この記述には、アメリカ合衆国内でパブリックドメインとなっている記述を含む。